# Hammam N'Bail
Hammam N'Bail (în arabă حمام النبايل) este o comună din provincia Guelma, Algeria.
Populația comunei este de 16.199 de locuitori (2008).